# Celeste Poma
Celeste Poma (Voghera, 10 de novembro de 1991) é uma voleibolista profissional italiano, jogadora da posição líbero. 